# Bonapartewaldsänger

Verbreitungsgebiet des Bonapartewaldsängers (grün)

Der Bonapartewaldsänger (Myiothlypis luteoviridis, Syn.: Basileuterus luteoviridis) ist ein kleiner Singvogel aus der Familie der Waldsänger (Parulidae).
Bonapartewaldsänger erreichen eine Körperlänge von vierzehn Zentimetern und wiegen um die 16 bis 17 Gramm. Die Flügellänge beträgt beim Männchen 6,6 bis 7 Zentimeter, beim Weibchen 6 bis 6,9 Zentimeter. Erwachsene Bonapartewaldsänger und Jungvögel ab dem ersten Jahr tragen ein olivgrünes bis olivbraunes Kopf- und Oberseitengefieder und ein gelbes Unterseitengefieder. Das Oberseiten- und Unterseitengefieder variiert dabei bei den Unterarten nur geringfügig. Die Kehle ist bei der Unterart Myiothlypis l. richardsoni weiß. Unterschiede zwischen den Unterarten gibt es bei dem Superciliarstreifen. So besitzt die Unterart Myiothlypis l. euophrys einen breiten gelben Superciliarstreifen, der bis in den Nacken ausläuft, schmale schwarze Scheitelseitenstreifen und einen schwarzen Augenstrich. Die Unterart Myiothlypis l. striaticeps trägt einen etwas kürzeren breiten gelben Superciliarstreifen, die Unterart Myiothlypis l. luteoviridis einen kurzen gelben Superciliarstreifen, der hinter dem Auge ausläuft und die Unterart Myiothlypis l. richardsoni einen kurzen weißen Superciliarstreifen.
Das Verbreitungsgebiet erstreckt sich von Venezuela über Kolumbien, Ecuador, Peru bis nach Bolivien. Bonapartewaldsänger bewohnen paarweise oder in kleinen Gruppen feuchte Wälder und Waldränder mit dichtem Gestrüpp in Höhen von 2300 bis 3400 Metern.
Es gibt fünf anerkannte Unterarten:
- Myiothlypis luteoviridis luteoviridis (Bonaparte, 1845) – Zentralecuador und Venezuela (Mérida)
- Myiothlypis luteoviridis striaticeps (Cabanis, 1873) – Peru (Vom Amazonas bis südlich nach Cusco)
- Myiothlypis luteoviridis euophrys P. L. Sclater & Salvin, 1876 – Südperu; Von Puno bis Zentralbolivien
- Myiothlypis luteoviridis quindiana Meyer de Schauensee, 1946 – Westkolumbien (Von Antioquia bis nach Cauca)
- Myiothlypis luteoviridis richardsoni Chapman, 1912 – Westkolumbien (Antioquia; Cauca)

Von einigen Autoren wird die Unterart Basileuterus l. richardsoni (Chapman, 1912) auch als eigenständige Art gesehen.